# Harry Lionel Shapiro
Harry Lionel Shapiro (* 19. März 1902 in Boston, Massachusetts; † 7. Januar 1990) war ein amerikanischer Anthropologe. Unter anderen schrieb er ein Werk über den Peking-Menschen, einen Fund von Homo-erectus-Knochen in China um 1920. 1949 wurde er in die National Academy of Sciences, 1964 in die American Academy of Arts and Sciences gewählt.
Seine Eltern waren polnische Juden, die in die Vereinigten Staaten emigrierten.

## Schriften
- Man, culture, and society. Oxford University Press, New York NY 1956.
- Peking Man. Simon and Schuster, New York NY 1974.
  - Das Geheimnis des Pekingmenschen. Umschau Verlag, Frankfurt am Main 1976, ISBN 3-524-00687-6.
- The Jewish People. A Biological History (= The Race Question in Modern Science). Greenwood Press, Westport CT 1976, ISBN 0-8371-8783-4.

Essays
- Crania from Greifenberg in Carinthia (= Contributions to the craniology of Central Europe 1 = Anthropological papers of the American Museum of Natural History. Vol. 31, No. 1, ISSN 0065-9452), eLibrary Austria, eLib Volltext (Seite nicht mehr abrufbar, festgestellt im Juli 2014. Suche in Webarchiven).